# Podivuhodné prázdniny rodiny Smolíkovy
Podivuhodné prázdniny rodiny Smolíkovy (v maďarském originále Vakáción a Mézga család) je třetí a poslední z animovaných maďarských televizních seriálů o rodině Smolíkových. Vznikl v roce 1978 a premiéru měl v roce 1980.
Gábi Smolíkové se po dlouhé době ozve její láska z mládí – Pišta Hufnágl a pošle jí pět letenek, ať za ním s celou rodinou přiletí do Austrálie. Zlákán letenkou zdarma se k nim připojí jejich soused dr. Halíř. Společně pak procestují téměř celý svět při hledání Pišty Hufnágla. 
Seriál vyšel v Česku na DVD ve 4 papírových obalech. Slovenské vydání Miazgovci na cestách ve 4 plastových krabičkách obsahuje také český dabing. Ze všech tří sérií je právě tato jediná, která má stoprocentní brněnský dabing, neboť u první i druhé série se musely některé epizody nadabovat zvlášť až v roce 1999.

## Seznam dílů
| Č. v seriálu | Původní název         | Český název               | Premiéra v Maďarsku | Česká premiéra    |
| ------------ | --------------------- | ------------------------- | ------------------- | ----------------- |
| 1            | Vakáció!              | K protinožcům             | 15. června 1980     | 14. května 1983   |
| 2            | Az ígéret földje      | Hurá na Floridu!          | 22. června 1980     | 21. května 1983   |
| 3            | A jég hátán           | Tuleň s doutníkem         | 29. června 1980     | 28. května 1983   |
| 4            | A lakatlan sziget     | Ostrov tisíce duchů       | 6. července 1980    | 4. června 1983    |
| 5            | Cseberből vederbe     | Z deště pod okap          | 13. července 1980   | 11. června 1983   |
| 6            | Az üvegszemű kapitány | Kapitán se skleněným okem | 20. července 1980   | 18. června 1983   |
| 7            | Púpos Bill hálójában  | Ve spárech mafie          | 27. července 1980   | 25. června 1983   |
| 8            | Egymillió dollár      | Milión dolarů             | 3. srpna 1980       | 2. července 1983  |
| 9            | Élve eltemetve        | Pohřbeni zaživa           | 10. srpna 1980      | 9. července 1983  |
| 10           | Egy rossz húzás       | Chybný krok               | 17. srpna 1980      | 16. července 1983 |
| 11           | A fekete arany        | Černé zlato               | 24. srpna 1980      | 23. července 1983 |
| 12           | Hamis barátok         | Falešní přátelé           | 31. srpna 1980      | 30. července 1983 |
| 13           | Végre otthon!         | Konečně doma!             | 7. září 1980        | 6. srpna 1983     |

## Originální dabing
- Ládínek – Péter Geszti
- Pepa – Endre Harkányi
- Gábi – Ilona Gyõri
- Týna – Margit Földessy
- Halíř – György Bárdy

## Český dabing
Vyrobila ČST Brno (1982)
- Ládínek – Karel Mišurec
- Pepa –  Otakar Vážanský
- Gábi – Libuše Billová
- Týna – Světlana Těšitelová
- Halíř – Pavel Kunert
- Dále v českém znění: Jiří Brož (vypravěč, francouzský šéf vyšetřovatel, příslušník STB) Stanislav Zindulka (plavovlasý americký agent), Jaroslav Dufek (americký milionář Carrigan, velitel komanda), Aleš Jarý (indický detektiv hovořící česky, český celník), Zdeněk Junák (zřízenec na lodi - krmič, americký policista Johnny), Miroslav Donutil (Samek, kapitán lodi, filmový režisér), Ladislav Suchánek (pohodný v mafii, drogový mafián), Otakar Dadák (hrbatý Bil, americký detektiv, Džadugar), Leopold Franc (sir Archibald, námořník s čepicí, šéf vyšetřovatel STB), Aranka Lapešová (milionářova manželka, vydavatelka letenek do Indie), Jiří Přichystal (kapitán Skleněné oko), Mirko Matoušek (americký archeolog), Jaroslav Fert (král ostrova), Zdeněk Dvořák (Miguel, Dr. Nový), Jindřich Světnica (americký policista Bill, francouzský vyšetřovatel), Jiří Kvasnička (Džadugarův pobočník v turbanu), Vilém Lamparter (muž převlečený za žraloka, francouzský strážník, šéf vyšetřovatel v Indii), Bohumil Slezáček a další